# Elton John 2010 European Tour
Elton John 2010 European Tour – dwudziesta czwarta solowa trasa koncertowa Eltona Johna, w jej trakcie odbyło się szesnaście koncertów.
1. 22 maja 2010 – Lizbona, Portugalia – Bela Vista Park
2. 26 maja 2010 – Rabat, Maroko – Rabat City Park
3. 28 maja 2010 – Jelling, Dania – Jelling Festival Grounds
4. 29 maja 2010 – Watford, Anglia – Vicarage Road
5. 30 maja 2010 – Warszawa, Polska – Stadion Polonii
6. 3 czerwca 2010 – Belgrad, Serbia – Belgradzka Arena
7. 8 czerwca 2010 – Budapeszt, Węgry – Budapest Sports Arena
8. 10 czerwca 2010 – Praga, Czechy – O2 (Sazka) Arena
9. 12 czerwca 2010 – Bukareszt, Rumunia – Piața Constituției
10. 13 czerwca 2010 – Sofia, Bułgaria – Lokomotiv Stadium
11. 17 czerwca 2010 – Tel Awiw, Izrael – Ramat Gan Stadium
12. 19 czerwca 2010 – Linz, Austria – TipsArena Linz
13. 20 czerwca 2010 – Graz, Austria – Schwarzl Freizeit Stadium
14. 22 czerwca 2010 – Koszyce, Słowacja – Steel Aréna
15. 26 czerwca 2010 – Mińsk, Białoruś – Minsk-Arena
16. 29 czerwca 2010 – Faroe, Wyspy Owcze – Torsvolli